# Synaptura cadenati
Synaptura cadenati är en fiskart som beskrevs av Chabanaud, 1948. Synaptura cadenati ingår i släktet Synaptura och familjen tungefiskar. Inga underarter finns listade i Catalogue of Life.